# Засельский, Владимир Иосифович
Засельский Владимир Иосифович (род. 13 сентября 1952, Кривой Рог, Днепропетровская область) — советский и украинский учёный в области механической инженерии. Доктор технических наук (2009), профессор, академик АН высшей школы Украины (2018). Заведующий кафедрой инжиниринга по отраслевому машиностроению Государственного университета экономики и технологий.

## Жизнеописание
Родился 13 сентября 1952 года в городе Кривой Рог Днепропетровской области.
В 1975 году окончил Криворожский горнорудный институт по специальности «Горные машины и комплексы».
В 1987—1988 годах учился в аспирантуре в Национальной металлургической академии Украины. Кандидатская диссертация на тему «Создание высокоэффективного грохота с пространственными колебаниями рабочего органа для калибровки шихты доменного производства».
В 1994 году получил звание доцента. В 2008—2009 годах учился в докторантуре Национальной металлургической академии Украины. Докторская диссертация на тему «Разработка научных основ конструирования вибрационных машин для высокоэффективной сортировки металлургической шихты».
В 2012—2020 годах — директор Криворожского металлургического института НМетАУ. В 2018 году стал академиком АН высшей школы Украины по научному отделению металлургии.
Работает в Учебно-научном технологическом институте Государственного университета экономики и технологий в должности заведующего кафедрой инжиниринга по отраслевому машиностроению.

## Научная деятельность
Специалист в области механической инженерии, автор более 280 научных работ, из них 4 монографии, учебник, 27 публикаций в Scopus, Индекс Хирша 5. Подготовил 3 кандидата наук.
Академик Подъёмно-транспортной академии наук Украины (2010). Член редакционной коллегии «Вестника приазовского государственного технического университета». Член специализированного учёного совета Д 08.084.03 при Национальной металлургической академии Украины.

### Научные труды
- Удосконалення обладнання та процесів вуглепідготовки і коксосортування металургійного виробництва / В. Й. Засельський, Д. В. Пополов, Г. Л. Зайцев, С. В. Білодіденко, Д. О. Кононов, І. В. Пелих. — Кривий Ріг: Літерія, 2019. — 202 с.
- Технологія верстатних робіт: навч. пос. для проф.-техн. навч. закладів / М. А. Вайнтрауб, В. Й. Засельський, Д. В. Пополов, за наук. ред. М. А. Вайнтpауба. — Киев: 2015. — 199 c.
- Расчёт металлургических машин. Оборудование обжиговых и агломерационных цехов / В. И. Большаков, А. Д. Учитель, В. И. Засельский, Д. В. Пополов, С. А. Учитель, В. В. Коноваленко. — Кривой Рог. — 2012. — 336 с.
- Удосконалення технології та обладнання агломераційного виробництва: монографія. Учитель О. Д., Засельский В. Й., Пополов Д. В., Засельський І. В. — Кривий Ріг: вид-во Р. А. Козлов, 2018. — 184 с.

## Награды
- Благодарность исполкома Криворожского городского совета;
- Знак «За заслуги перед городом» (Кривой Рог) 3-й степени;
- Знак НМетАУ 2-й степени «За заслуги перед академией»;
- Знак председателя Областной государственной администрации Днепропетровской области «За развитие региона»;
- Почётные грамоты Министерства образования и науки Украины и Днепропетровского областного совета.